# هوغو كاربالو
هوغو كاربالو (بالإسبانية: Hugo Carballo)‏ هو مدرب كرة قدم ولاعب كرة قدم تشيلي وأرجنتيني، ولد في 23 أبريل 1944 في ريسيستينسيا في الأرجنتين، وتوفي في 30 سبتمبر 1998. لعب مع أتلتيكو أتلانتا وريفر بليت ونادي أونيفرسيداد دي تشيلي.